# روبنسون كروزو (فلم 2016)
روبنسون كروزو (بالفرنسية: Robinson Crusoe) فيلم كوميدي بلجيكي فرنسي ثلاثي الأبعاد عام 2016 من إخراج فينسينت كيستلوت وبن ستاسين وكتبه لي كريستوفر ودومونيك باريس وغراهام ويلدون. ويستند الفيلم بشكل فضفاض على رواية 1719 روبنسون كروزو لدانيال ديفو.

## القصة
تدور أحداث الفيلم على جزيرة صغيرة غريبة، حيث يعيش الببغاء المرتحل (تيوسداي) مع حيواناته المهووسة على أرضها البديعة، ورغم ذلك يحلم تيوسداي باكتشاف العالم خارجها. بعد عاصفة عنيفة، يستيقظ تيوسداي وأصدقائه ليجدون مخلوق غريب على الشاطئ هو (روبنسون كروز)، لتنشأ صداقة بينهم ويسعون معًا لاكتشاف أراضٍ جديدة.

## وصلات خارجية
- مقالات تستعمل روابط فنية بلا صلة مع ويكي بيانات